# Жумаханов, Адилбек Калабайулы
Адилбек Калабайулы Жумаханов (каз. Әділбек Қалабайұлы Жұмаханов; род. 27 декабря 2002, Атырау) — казахстанский футболист, защитник клуба «Елимай» и сборной Казахстана.

## Клубная карьера
Воспитанник атырауского футбола. Футбольную карьеру начал в 2018 году в составе клуба «Атырау М» во второй лиге. 10 ноября 2019 года в матче против клуба «Кайрат» дебютировал в казахстанской Премьер-лиге.

## Карьера в сборной
24 марта 2021 года дебютировал за молодёжную сборную Казахстана, в матче против молодёжной сборной Македонии (2:1).

## Достижения
«Атырау»
- Победитель Первой лиги: 2020
- Финалист Кубка Казахстана: 2024

## Статистика выступлений

### Клубная карьера
| Клуб             | Сезон            | Лига | Лига | Кубки | Кубки | Еврокубки | Еврокубки | Итого | Итого |
| Клуб             | Сезон            | Игры | Голы | Игры  | Голы  | Игры      | Голы      | Игры  | Голы  |
| ---------------- | ---------------- | ---- | ---- | ----- | ----- | --------- | --------- | ----- | ----- |
| Атырау           | 2019             | 1    | 0    | 0     | 0     | —         | —         | 1     | 0     |
| Атырау           | 2020             | 10   | 0    | —     | —     | —         | —         | 10    | 0     |
| Атырау           | 2021             | 12   | 0    | 4     | 0     | —         | —         | 16    | 0     |
| Атырау           | 2022             | 0    | 0    | —     | —     | —         | —         | 0     | 0     |
| Атырау           | 2023             | 16   | 0    | 6     | 0     | —         | —         | 22    | 0     |
| Атырау           | 2024             | 18   | 2    | 6     | 0     | —         | —         | 24    | 2     |
| Атырау           | Итого            | 57   | 2    | 16    | 0     | —         | —         | 73    | 2     |
| → Атырау М       | 2018             | 12   | 1    | —     | —     | —         | —         | 12    | 1     |
| → Атырау М       | 2019             | 24   | 2    | —     | —     | —         | —         | 24    | 2     |
| → Атырау М       | Итого            | 36   | 3    | —     | —     | —         | —         | 36    | 3     |
| → Кайсар         | 2022             | 23   | 1    | 6     | 0     | —         | —         | 29    | 1     |
| → Кайсар         | Итого            | 23   | 1    | 6     | 0     | —         | —         | 29    | 1     |
| Елимай           | 2025             | —    | —    | —     | —     | —         | —         | —     | —     |
| Елимай           | Итого            | —    | —    | —     | —     | —         | —         | —     | —     |
| Всего за карьеру | Всего за карьеру | 116  | 6    | 22    | 0     | —         | —         | 138   | 6     |

### Выступления за сборную
| Сборная   | Год   | Отборочные матчи ЧМ | Отборочные матчи ЧМ | Отборочные матчи ЧЕ | Отборочные матчи ЧЕ | Лига наций УЕФА | Лига наций УЕФА | Товарищеские матчи | Товарищеские матчи | Итого | Итого |
| Сборная   | Год   | Игры                | Голы                | Игры                | Голы                | Игры            | Голы            | Игры               | Голы               | Игры  | Голы  |
| --------- | ----- | ------------------- | ------------------- | ------------------- | ------------------- | --------------- | --------------- | ------------------ | ------------------ | ----- | ----- |
| Казахстан | 2024  | −                   | −                   | −                   | −                   | 1               | 0               | −                  | −                  | 1     | 0     |
| Итого     | Итого | −                   | −                   | −                   | −                   | 1               | 0               | −                  | −                  | 1     | 0     |